# Matinal Cuatro
Matinal Cuatro/CNN+ fue un programa de televisión de carácter informativo. Nació el jueves 14 de enero de 2010 y se emitió hasta el 3 de diciembre de ese año. Era un programa en directo que arrancaba a las 7:00 y termina a las 9:30h. Se emitía simultáneamente en Cuatro y CNN+ de lunes a viernes.

## Estructura
La estructura no es la convencional de los informativos que se emiten a esa misma hora en el resto de las cadenas ya que no se basa en un presentador dando paso a vídeos, imágenes o declaraciones. El planteamiento se acerca más a un magacín, ya que la actualidad es analizada, debatida y explicada con cada uno de los responsables de las secciones (Nacional, Economía, Sociedad, Internacional, Cultura, Meteorología y Deportes). Es presentado por Ana García-Siñeriz y Roger Persiva mientras que Daniel Serrano repasa e interviene sobre lo más importante y más interesante en los medios de comunicación.

## Equipo
- Directora/presentadora: Ana García Siñeriz
- Editores: Emilio Garrido (jefe)  y Carles García Baena (adjunto)
- Copresentadores: Roger Persiva (Noticias) y Daniel Serrano (Revista de medios)
- Redactores: Carolina Abellán y Elisa Albacete(Cultura), Óscar Díaz de Liaño (Internacional), María Galán y Juan Antonio Nicolay (Nacional), Beatriz García, Lidia Camón y Carolina Cañizares (Sociedad), Vanesa Sáez (Meteorología), Antonio Sánchez (Deportes) y Marta Soria (Economía)